# Миклош Панчич
Миклош Панчич (мађ. Páncsics Miklós; Гара, 7. јун 1947 — Будимпешта, 6. август 2007) је био мађарски фудбалер, који је најдуже играо за Ференцварош и Хонвед Бп. Био је олимпијски шампион 1968.

## Каријера

### Клуб
Од 1960. је фудбалер Ференцвароша. За први тим је заиграо 1963. године. Са Ференцварошем је био троструки шампион Мађарске, једнократни освајач Купа Мађарске, Освајач Купа сајамских градова (купа УЕФА) 1965. Дана 15. априла 1972. био је први који је добио оцену 10 од Непспорта за свој наступ у мечу који је завршен победом од 2 : 0 против Ујпеште Доже. Између 1974. и 1977. био је фудбалер Бп Хонведа, али је играо само на 25 утакмица. Године 1981. завршава активно бављење фудбалом у Епитек СЦ.

### Репрезентација
У репрезентацији Мађарске између 1967. и 1973. године наступио је 37 пута. Са репрезентацијом је постао шампион Олимпијских игара у Мексику 1968, освајач сребрне медаље на Олимпијским играма у Минхену 1972. Појавио се у олимпијском тиму 11 пута. Године 1972. завршио је као четврти на Европском првенству у фудбалу у Белгији.

### Тренер
Од 1981. до 1986. године радио је у Фудбалском савезу Мађарске, као заменик генералног секретара до 1982. године, затим генерални секретар до 1984. године. Године 1986, после Светског првенства у Мексику, напушта савез, фудбал и земљу. Четири године ради у филијали Хунгарокамион-а у Ријеци. Кући се враћа у време избијања рата у Југославији. Године 1988. био је менаџер мађарске репрезентације у малом фудбалу. Од 1995. године је професионални менаџер друголигаша Шопрона. Од 1997. до 2000. године био је генерални директор Ференцвароша.

## Остварења
- Прва лига Мађарске у фудбалу
  - шампион: 1964, 1967, 1968
- Куп Мађарске у фудбалу
  - победник: 1971/72
- Куп сајамских градова (КСГ)
  - победник: 1965.
- Олимпијске игре
  - златна медаља: 1968, Мексико Сити
  - сребрна медаља: 1972, Минхен
- Европско првенство
  - четврто место: 1972, Белгија